# Anoxia derelicta
Anoxia derelicta är en skalbaggsart som beskrevs av Desbrochers 1873. Anoxia derelicta ingår i släktet Anoxia och familjen Melolonthidae. Inga underarter finns listade i Catalogue of Life.